# 无瓣泽泻属
无瓣泽泻属（学名：Burnatia），又叫微瓣泽泻属，是泽泻科的一个属。它只包括一种目前公认的物种，即无瓣泽泻（Burnatia enneandra）。它原产于热带和南部非洲，从塞内加尔到坦桑尼亚再到南非。它与泽泻科的其它属的区别在于没有分化的花被（在无瓣泽泻中花瓣减少），并且是雌雄异株的，雄花和雌花在不同的个体上。雄花有6至9个雄蕊，雌花有许多心皮和最多2个退化雄蕊。